# Casariche
Casariche és una localitat de la província de Sevilla, Andalusia, Espanya. L'any 2005 tenia 5.395 habitants. La seva extensió superficial és de 53 km² i té una densitat de 101,8 hab/km². Les seves coordenades geogràfiques són 37° 17′ N, 4° 45′ O. Està situada a una altitud de 296 metres i a 122 kilòmetres de la capital de la província, Sevilla.

## Demografia
| 1996 | 1998 | 1999 | 2000 | 2001 | 2002 | 2003 | 2004 | 2005 | 2006 |
| ---- | ---- | ---- | ---- | ---- | ---- | ---- | ---- | ---- | ---- |
| 5132 | 5118 | 5145 | 5200 | 5247 | 5275 | 5289 | 5344 | 5395 | 5414 |